# Troublemaker (bài hát của Olly Murs)
"Troublemaker" là một bài hát của nghệ sĩ thu âm người Anh quốc Olly Murs hợp tác với rapper người Mỹ Flo Rida nằm trong album phòng thu thứ ba của anh, Right Place Right Time (2012). Nó được phát hành vào ngày 12 tháng 10 năm 2012 như là đĩa đơn đầu tiên trích từ album bởi Epic Records và Syco Music. Bài hát được đồng viết lời bởi hai nghệ sĩ với Claude Kelly và nhà sản xuất nó Steve Robson, người cũng đồng thời là cộng tác viên quen thuộc xuyên suốt sự nghiệp của Murs. "Troublemaker" là một bản uptempo pop mang nội dung đề cập đến một chàng trai bị quyến rũ bởi một cô gái mang những tố chất đặc biệt mà anh không thể phủ nhận, mặc dù điều đó có thể khiến anh rơi vào rắc rối bởi những khía cạnh hoang dã của cô. Đây là một trong năm tác phẩm được Robson thực hiện cho album, bên cạnh "Right Place Right Time", "Hey You Beautiful", "Just For Tonight" và "Sliding Doors", cũng như được xem như một trong những nỗ lực đầu tiên của Murs trong việc tấn công thị trường Bắc Mỹ.
Sau khi phát hành, "Troublemaker" nhận được những phản ứng tích cực từ các nhà phê bình âm nhạc, trong đó họ đánh giá cao giai điệu hấp dẫn, sự tham gia góp giọng của Flo Rida và quá trình sản xuất nó, cũng như gọi đây là một điểm nhấn nổi bật từ Right Place Right Time. Ngoài ra, bài hát còn gặt hái nhiều giải thưởng và đề cử tại những lễ trao giải lớn, bao gồm đề cử tại giải Brit năm 2013 cho Đĩa đơn Anh quốc của năm. "Troublemaker" cũng tiếp nhận những thành công lớn về mặt thương mại, đứng đầu các bảng xếp hạng ở Hungary và Vương quốc Anh, nơi Murs đạt được đĩa đơn quán quân thứ tư trong sự nghiệp, đồng thời lọt vào top 10 ở nhiều quốc gia nó xuất hiện, bao gồm vươn đến top 5 ở nhiều thị trường lớn như Úc, Áo, Đức, Ireland, Nhật Bản và New Zealand. Tại Hoa Kỳ, nó đạt vị trí thứ 25 trên bảng xếp hạng Billboard Hot 100, trở thành đĩa đơn đầu tiên của Murs và thứ 14 của Flo Rida vươn đến top 40, cũng như là tác phẩm đạt thứ hạng cao nhất của nam ca sĩ tại đây.
Video ca nhạc cho "Troublemaker" được đạo diễn bởi Michael Baldwin, trong đó bao gồm những cảnh Murs gặp gỡ một cô gái ở nhiều hoàn cảnh và địa điểm khác nhau, xen kẽ với những cảnh Flo Rida xuất hiện trong một bảng quảng cáo trên một bãi biển và rap bên cạnh một chiếc xe hơi sang trọng với hai phụ nữ mặc bikini ngồi bên cạnh. Để quảng bá bài hát, nam ca sĩ đã trình diễn nó (thỉnh thoảng với Flo Rida trong một số sự kiện) trên nhiều chương trình truyền hình và lễ trao giải lớn, bao gồm Dancing with the Stars, Good Morning America, Jimmy Kimmel Live!, Live! with Kelly and Michael, Wetten, dass..?, The X Factor UK, cũng như trong nhiều chuyến lưu diễn của họ. Kể từ khi phát hành, "Troublemaker" đã được hát lại và sử dụng làm nhạc mẫu bởi nhiều nghệ sĩ, như Robbie Williams, John Bishop, Max Schneider, Hannah Trigwell và Megan and Liz, đồng thời xuất hiện trong nhiều tác phẩm điện ảnh và truyền hình, bao gồm 90210, Circus Halligalli và The Crazy Ones.

## Danh sách bài hát
| - Tải kĩ thuật số 1. "Troublemaker" – 3:06 - Đĩa CD 1. "Troublemaker" – 3:06 2. "Troublemaker" (Cutmore Club phối) – 4:38 | - EP phối lại trên iTunes 1. "Troublemaker" – 3:06 2. "Troublemaker" (Cutmore Club phối) – 4:38 3. "Troublemaker" (Cutmore radio chỉnh sửa) – 2:35 4. "Troublemaker" (Wideboys radio chỉnh sửa) – 3:23 |  |

## Xếp hạng
| Bảng xếp hạng (2012-13)              | Vị trí cao nhất |
| ------------------------------------ | --------------- |
| Úc (ARIA)                            | 4               |
| Áo (Ö3 Austria Top 40)               | 3               |
| Bỉ (Ultratop 50 Flanders)            | 25              |
| Bỉ (Ultratip Wallonia)               | 5               |
| Canada (Canadian Hot 100)            | 15              |
| Cộng hòa Séc (Rádio Top 100)         | 3               |
| Đan Mạch (Tracklisten)               | 13              |
| Phần Lan (Suomen virallinen lista)   | 12              |
| Pháp (SNEP)                          | 41              |
| Đức (Official German Charts)         | 2               |
| Hungary (Rádiós Top 40)              | 1               |
| Ireland (IRMA)                       | 3               |
| Ý (FIMI)                             | 14              |
| Israel (Media Forest)                | 8               |
| Nhật Bản (Japan Hot 100)             | 4               |
| Luxembourg Nhạc số (Billboard)       | 2               |
| Hà Lan (Single Top 100)              | 66              |
| New Zealand (Recorded Music NZ)      | 5               |
| Scotland (OCC)                       | 1               |
| Slovakia (Rádio Top 100)             | 5               |
| Tây Ban Nha (PROMUSICAE)             | 19              |
| Thụy Điển (Sverigetopplistan)        | 31              |
| Thụy Sĩ (Schweizer Hitparade)        | 8               |
| Anh Quốc (OCC)                       | 1               |
| Hoa Kỳ Billboard Hot 100             | 25              |
| Hoa Kỳ Adult Pop Airplay (Billboard) | 13              |
| Hoa Kỳ Pop Airplay (Billboard)       | 10              |

| Bảng xếp hạng (2012)                 | Vị trí |
| ------------------------------------ | ------ |
| Hungary (Rádiós Top 40)              | 50     |
| UK Singles (Official Charts Company) | 29     |
| Bảng xếp hạng (2013)                 | Vị trí |
| Australia (ARIA)                     | 69     |
| Austria (Ö3 Austria Top 40)          | 45     |
| Canada (Canadian Hot 100)            | 41     |
| Germany (Official German Charts)     | 35     |
| Hungary (Rádiós Top 40)              | 75     |
| Italy (FIMI)                         | 76     |
| Japan (Japan Hot 100)                | 66     |
| Japan Hot Overseas (Billboard Japan) | 16     |
| New Zealand (Recorded Music NZ)      | 40     |
| Switzerland (Schweizer Hitparade)    | 57     |
| UK Singles (Official Charts Company) | 71     |
| US Billboard Hot 100                 | 82     |
| US Pop Songs (Billboard)             | 49     |

## Chứng nhận
| Quốc gia                                                                           | Chứng nhận  | Số đơn vị/doanh số chứng nhận |
| ---------------------------------------------------------------------------------- | ----------- | ----------------------------- |
| Úc (ARIA)                                                                          | 4× Bạch kim | 280.000‡                      |
| Áo (IFPI Áo)                                                                       | Vàng        | 15.000*                       |
| Canada (Music Canada)                                                              | 2× Bạch kim | 160.000*                      |
| Đức (BVMI)                                                                         | Vàng        | 250.000^                      |
| Ý (FIMI)                                                                           | Vàng        | 15.000*                       |
| México (AMPROFON)                                                                  | Vàng        | 30.000*                       |
| New Zealand (RMNZ)                                                                 | Bạch kim    | 15.000*                       |
| Thụy Điển (GLF)                                                                    | 2× Bạch kim | 40.000‡                       |
| Thụy Sĩ (IFPI)                                                                     | Vàng        | 15.000^                       |
| Anh Quốc (BPI)                                                                     | Bạch kim    | 765,000                       |
| Hoa Kỳ (RIAA)                                                                      | Bạch kim    | 1.000.000*                    |
| Streaming                                                                          |             |                               |
| Đan Mạch (IFPI Đan Mạch)                                                           | Bạch kim    | 1.400.000^                    |
| * Chứng nhận dựa theo doanh số tiêu thụ. ^ Chứng nhận dựa theo doanh số nhập hàng. |             |                               |